# Rolland Jeanneau
Rolland Jeanneau (5 mars 1911 - 15 janvier 1976) est un entrepreneur québécois natif de Sainte-Martine près de Châteauguay.
Rolland Jeanneau, né Joseph-Ulric-Rolland Jenneau le 5 mars 1911 à Sainte-Martine est le fils d'Armand Jenneau, boucher, et d'Evéline Dubuc. Il est le président-fondateur des Magasins LaSalle Stores Ltée, ancêtre de l'entreprise de vente au détail de produits alimentaires connues aujourd'hui sous le nom de Métro Inc.,,
Il fut aussi conseiller municipal de la municipalité de Verdun (1948-1960 et 1963-1968).
Il meurt le 15 janvier 1976 à Miami en Floride.
Une rue de Montréal (à Rivière-des-Prairies–Pointe-aux-Trembles), où est situé un entrepôt de Metro, porte son nom. (45° 40′ 02″ N, 73° 31′ 54″ O)
Une rue de l'île des Sœurs (Verdun) porte également son nom. (45° 27′ 51″ N, 73° 33′ 12″ O)